# Universidad Jorge Tadeo Lozano
La Universidad Jorge Tadeo Lozano es una universidad colombiana de carácter privado con sede principal en la ciudad de Bogotá. En su sexagésimo aniversario contaba con alrededor de 12 000 estudiantes. Su nombre es en honor al prócer y estadista Jorge Tadeo Lozano quien fue ejecutado por el ejército realista durante la breve reconquista de La Nueva Granada a principios del siglo XIX. Ofrece programas académicos en pregrado, especializaciones, maestrías y doctorados. La Universidad busca continuar la obra cultural y científica comenzada por la Expedición Botánica del Nuevo Reino de Granada.

## Historia
La Universidad Jorge Tadeo Lozano fue fundada por Joaquín Molano Campuzano, Javier Pulgar Vidal y Jaime Forero Valdés, el 5 de febrero de 1954 en Bogotá. Época de grandes conflictos internos en Colombia, con énfasis en formar "generaciones nuevas desprovistas de sectarismo, fanatismo y odio, con una conciencia plena sobre el valor inconmensurable de los recursos humanos y naturales" (J. Molano).

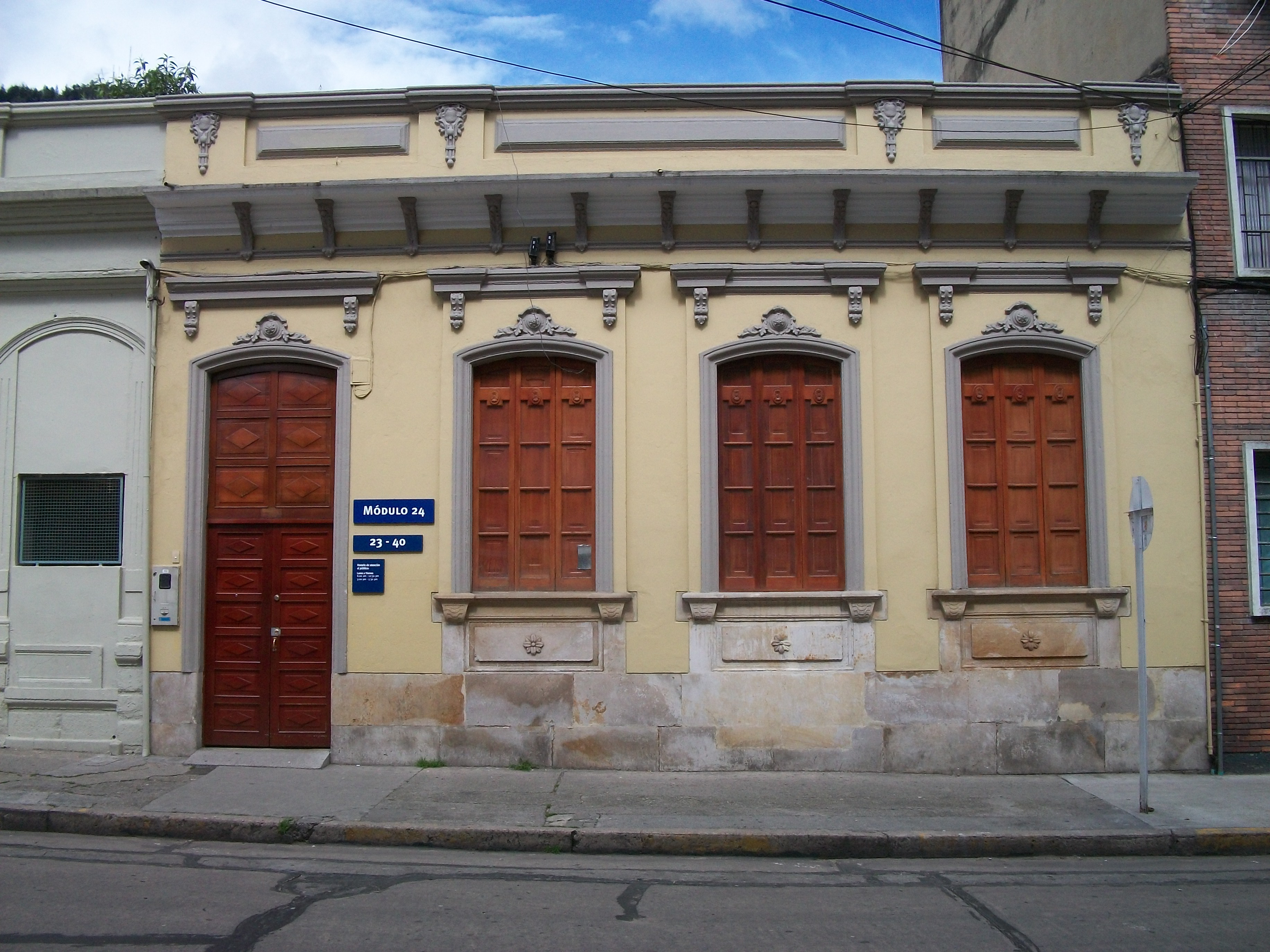
Módulo 24, casa de estilo republicano.

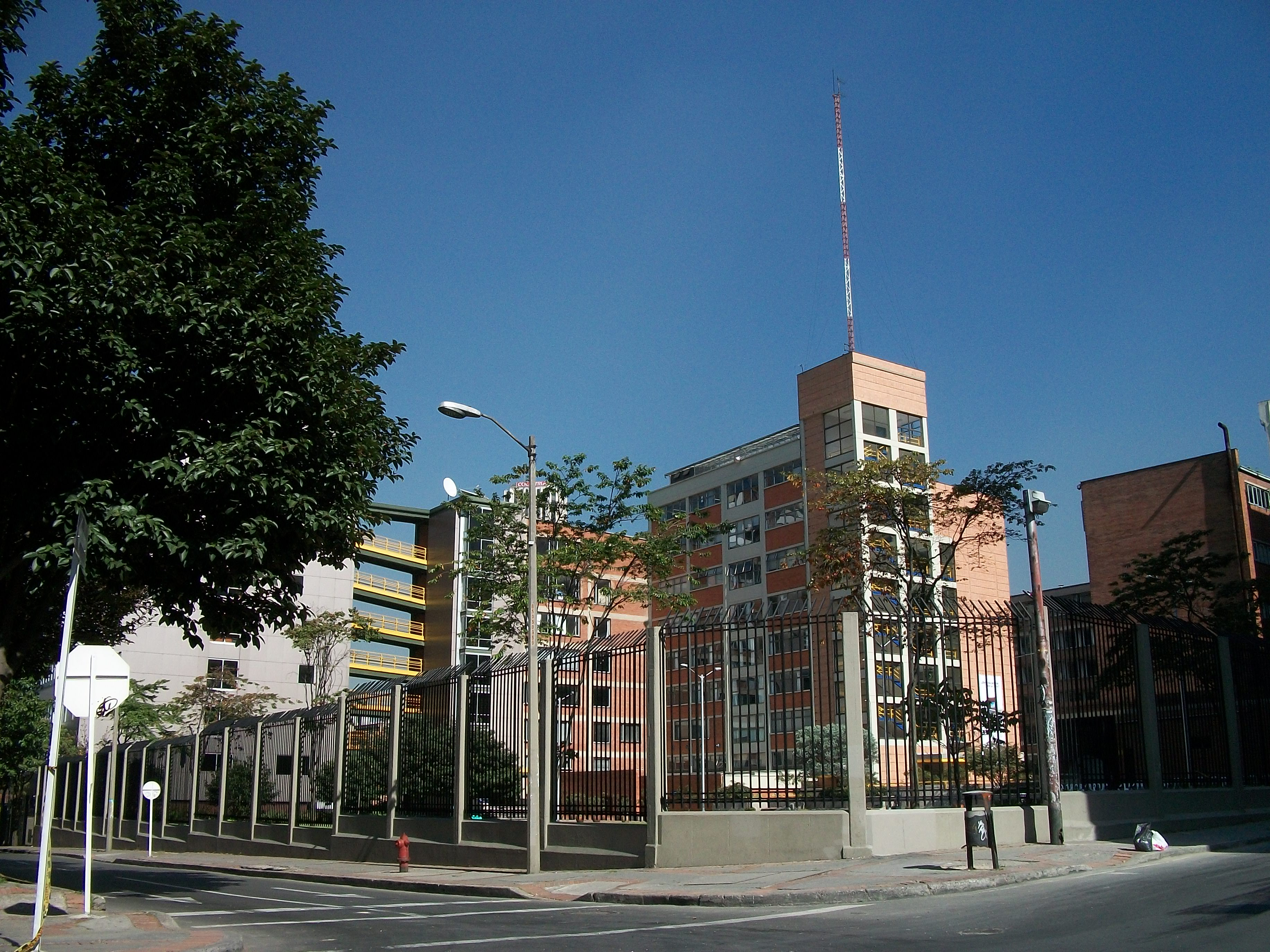
Actual sede la UJTL.

En 1955 se abrió con las facultades de Recursos Naturales, de Geografía, Cartografía y Topografía y la de Economía, Estadística y Administración en la Casa Vieja, situada en carrera Séptima con calle Veinticuatro. En 1959 comenzó labores el Instituto de Diplomacia y Relaciones Internacionales.
En los años 1960 se fundan las facultades de Agrología,  Contaduría, Administración de Empresas, Bellas Artes, Diseño Gráfico y Decoración y Dibujo Arquitectónico, así como Comercio Internacional y Mercadeo. En ese entonces la Universidad se traslada de la Casa Vieja al edificio actual, en la carrera Cuarta entre calles Veintidós y Veintitrés. La infraestructura de la Universidad está diseñada para con áreas para la investigación, el deporte, la cultura, etc. En este periodo se fundan asimismo Museo del Mar, y se crean Bienestar Estudiantil y el Departamento de Investigaciones Científicas. 
En la década del 2000 al 2010  la Universidad comenzó la preparación para optar a la acreditación de sus programas académicos, buscando "el engrandecimiento de horizontes a través de la formación de individuos comprometidos con la producción de conocimientos y con la equilibrada transformación social", dueños de "una conciencia crítica, social y política, abierta justa y libre, que le[s] otorgue legitimidad y fuerza moral ante la sociedad, para que contribuya[n] a la consolidación y fortalecimiento de la cultura, a la transmisión y generación de los saberes".
El crecimiento de la Universidad ha sido de gran importancia para los barrios Las Nieves y Germania, que se han visto beneficiados, favoreciendo la formación de un eje cultural, que incluye la Biblioteca Nacional, el Museo de Arte Moderno, la Universidad Central, la Academia Colombiana y la Universidad de los Andes.

## Sedes
La Universidad cuenta con cuatro campus. La sede en Bogotá se encuentra ubicada en la carrera 4 # 22 - 61, en el barrio Las Nieves, de la localidad de Santa Fe. La sede de Chía, que es un municipio adyacente a la capital, en la carretera Central del Norte, 3 km adelante de La Caro. En el Caribe, la de Santa Marta se encuentra en la carrera 2 # 11 - 68, edificio Mundo Marino, y la de Cartagena en el kilómetro 13 del Anillo Vial.

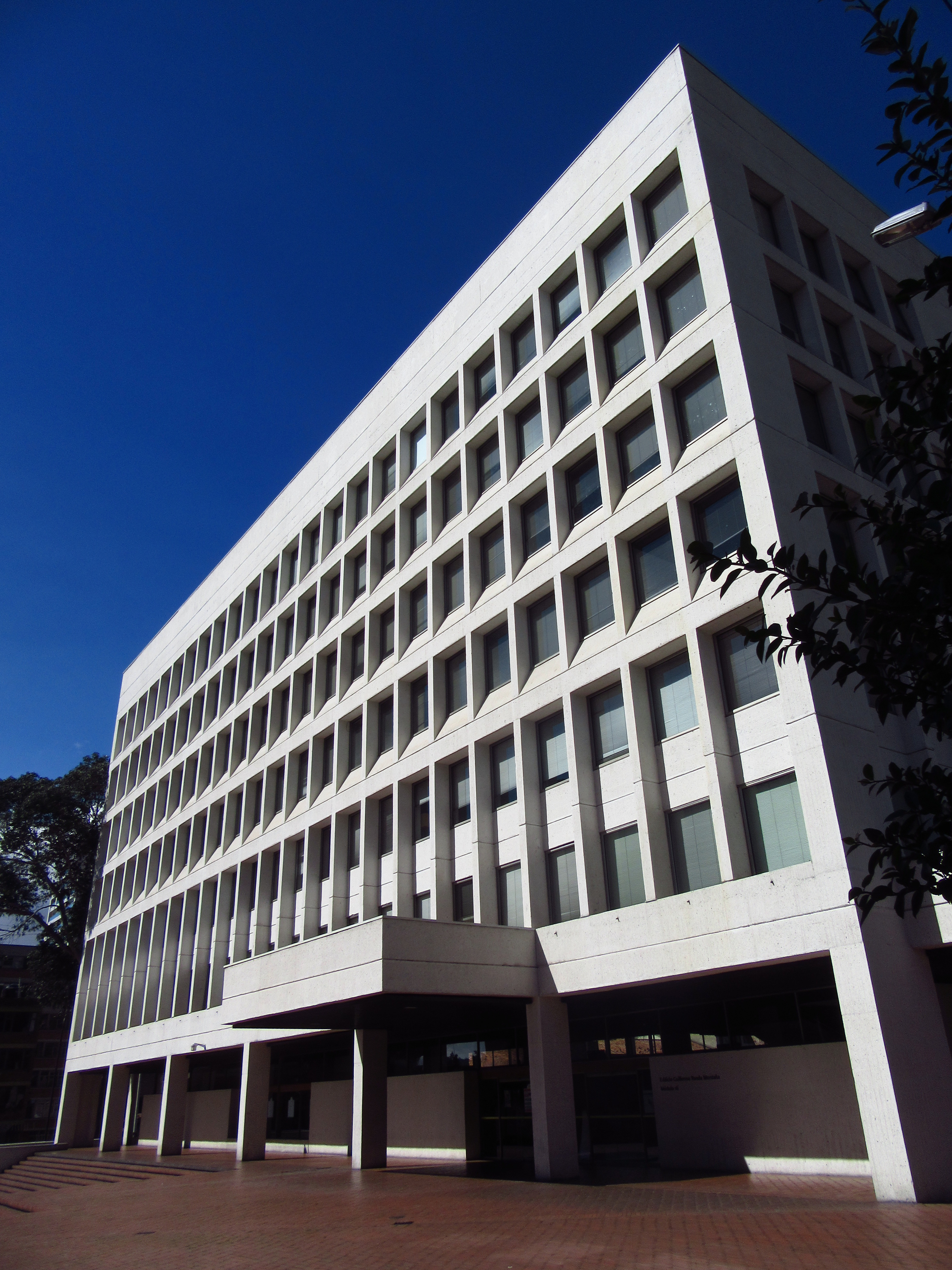
Edificio de Posgrados.

### Campus de Bogotá
El campus de Bogotá se extiende de la calle Veinticinco a la Veintiuna, y desde la carrera Tercera hasta la Quinta. La carrera cuarta divide la universidad en los sectores A y B. El primero está al occidente y el otro al oriente, al pie del cerro de Monserrate.

## Egresados Destacados
- Juan Diego  Alvira, periodista y presentador.
- Carlos Calero, presentador y diplomático colombiano.
- Nicolás Casanova, director y actor de cine colombiano.
- Angelino Garzón, político colombiano, vicepresidente de la República de Colombia.
- Lina Marulanda, modelo, presentadora y empresaria colombiana.
- Nadin Ospina, artista y pintor colombiano.
- Luis Fernando Ramírez, contador público y ministro colombiano.
- Camilo Reyes Rodríguez, diplomático y político colombiano, canciller de la República
- Doris Salcedo, escultora y artista visual colombiana.
- Carlos Vives, cantante, actor y compositor colombiano.